# Łodyna Nowa
Łodyna Nowa dawniej Kosów (ukr. Нова Лодина) – wieś w obwodzie lwowskim, w rejonie lwowskim (wcześniej w rejonie kamioneckim) na Ukrainie.
W II Rzeczypospolitej odrębna gmina wiejska, wydzielona 1 stycznia 1925 z gminy Nahorce Małe. Od 1 sierpnia 1934 r., w ramach reformy scaleniowej stała się częścią gminy Żelechów Wielki w powiecie kamioneckim.

## Położenie
Według Słownika geograficznego Królestwa Polskiego i innych krajów słowiańskich: Łodyna Nowa to cześć Nahorców Małych w powiecie Kamionka Strumiłowa, położona na południe od Kamionki Strumiłowej.